# Episodi di Law & Order: Criminal Intent (settima stagione)
La settima stagione della serie televisiva Law & Order: Criminal Intent, composta da 22 episodi, è stata trasmessa in prima visione negli USA sul canale via cavo USA Network dal 4 ottobre 2007 al 24 agosto 2008.
Caratterizzata dal passaggio da NBC al suo canale a pagamento, la stagione fu anche colpita dallo sciopero degli sceneggiatori che occorse a cavallo tra la fine del 2007 e l'inizio del 2008, a causa del quale la messa in onda fu interrotta dopo i primi dieci episodi e ripresa l'8 giugno 2008.
In Italia è stata trasmessa in prima visione su Joi dall'8 aprile 2008 al 21 aprile 2009, mentre in chiaro è andata in onda dal 12 settembre 2009 al 4 settembre 2010 su Rete 4.
La stagione è caratterizzata nella sua parte iniziale dalla temporanea assenza per maternità dell'attrice Julianne Nicholson (la detective Megan Wheeler), sostituita per cinque episodi da Alicia Witt (la detective Nola Falacci). Inoltre Chris Noth (il detective Mike Logan) lascia definitivamente la serie nel ventunesimo episodio.
| nº | Titolo originale                                                                      | Titolo italiano            | Prima TV USA     | Prima TV Italia |
| -- | ------------------------------------------------------------------------------------- | -------------------------- | ---------------- | --------------- |
| 1  | Amends                                                                                | Regolamento di conti       | 4 ottobre 2007   | 8 aprile 2008   |
| 2  | Seeds                                                                                 | Paternità                  | 11 ottobre 2007  | 15 aprile 2008  |
| 3  | Smile                                                                                 | Il lupo e gli agnelli      | 18 ottobre 2007  | 15 aprile 2008  |
| 4  | Lonelyville                                                                           | Cuori solitari             | 25 ottobre 2007  | 22 aprile 2008  |
| 5  | Depths                                                                                | Abissi                     | 1º novembre 2007 | 22 aprile 2008  |
| 6  | Courtship                                                                             | Trappola                   | 8 novembre 2007  | 8 aprile 2008   |
| 7  | Self-made                                                                             | Una vita rubata            | 15 novembre 2007 | 29 aprile 2008  |
| 8  | Offense                                                                               | Bugie                      | 29 novembre 2007 | 29 aprile 2008  |
| 9  | Untethered                                                                            | Inferno                    | 6 dicembre 2007  | 6 maggio 2008   |
| 10 | Senseless                                                                             | I figli del barbiere       | 13 dicembre 2007 | 6 maggio 2008   |
| 11 | Purgatory                                                                             | Purgatorio                 | 8 giugno 2008    | 10 marzo 2009   |
| 12 | Contract                                                                              | Lo sceneggiatore           | 15 giugno 2008   | 17 marzo 2009   |
| 13 | Betrayed                                                                              | Affari di cuore            | 22 giugno 2008   | 17 marzo 2009   |
| 14 | Assassin                                                                              | Era scritto                | 29 giugno 2008   | 24 marzo 2009   |
| 15 | Please Note We are No Longer Accepting Letters of Recommendation from Henry Kissinger | In lista per morire        | 6 luglio 2008    | 24 marzo 2009   |
| 16 | Reunion                                                                               | La lunga ombra delle bugie | 13 luglio 2008   | 31 marzo 2009   |
| 17 | Vanishing Act                                                                         | Magia e morte              | 20 luglio 2008   | 31 marzo 2009   |
| 18 | Ten Count                                                                             | Come un padre              | 27 luglio 2008   | 7 aprile 2009   |
| 19 | Legacy                                                                                | Amore virtuale             | 3 agosto 2008    | 7 aprile 2009   |
| 20 | Neighborhood Watch                                                                    | La banalità del male       | 10 agosto 2008   | 14 aprile 2009  |
| 21 | Last Rites                                                                            | Estrema unzione            | 17 agosto 2008   | 14 aprile 2009  |
| 22 | Frame                                                                                 | La cornice                 | 24 agosto 2008   | 21 aprile 2009  |

## Regolamento di conti
- Titolo originale: Amends
- Diretto da: Jesús Salvador Treviño
- Scritto da: Warren Leight (soggetto) e Siobhan Byrne O'Connor (soggetto e sceneggiatura)

### Trama
A Goren e ad Eames viene assegnata l'indagine sull'omicidio di un detective della polizia di New York, che un tempo era stato il partner lavorativo del marito di Alexandra. La vittima è stata uccisa nella propria auto mentre stava sorvegliando la casa di una testimone.
- Ascolti USA: telespettatori 3 755 000[8]

## Paternità
- Titolo originale: Seeds
- Diretto da: Jean de Segonzac
- Scritto da: Warren Leight (soggetto) e Peter Blauner (soggetto e sceneggiatura)

### Trama
Il cadavere di un medico abortista viene rinvenuto su un lettino per partorienti della sua clinica privata, con evidenti segni di tortura. Scavando a fondo nella vita della vittima ed in quelle dei suoi familiari il detective Logan e la sua nuova collega Nola Falacci scoprono torbidi segreti.
- Altri interpreti: Danny Burstein (Leo Bernardi).
- Ascolti USA: telespettatori 3 419 000[8]

## Il lupo e gli agnelli
- Titolo originale: Smile
- Diretto da: Michael Smith
- Scritto da: Warren Leight (soggetto) e Charlie Rubin (soggetto e sceneggiatura)

### Trama
L'omicidio di un dentista, avvenuto all'interno della sua clinica di Harlem, porta alla luce diversi casi di avvelenamento che hanno colpito alcuni ragazzini del quartiere che frequentavano il suo studio. Goren e Eames si occupano delle indagini.
- Ascolti USA: telespettatori 4 543 000[8]

## Cuori solitari
- Titolo originale: Lonelyville
- Diretto da: Constantine Makris
- Scritto da: Warren Leight (soggetto), Julie Martin (soggetto), Jacquelyn Reingold (soggetto e sceneggiatura)

### Trama
Dopo essere stato adescato in un bar da una coppia di donne, uno scrittore sposato si sveglia in una camera d'albergo vicino al cadavere legato di una delle due. Mentre Logan e Falacci lavorano all'identificazione della vittima, l'uomo viene ricattato per mezzo di una foto compromettente.
- Ascolti USA: telespettatori 3 616 000[8]

## Abissi
- Titolo originale: Depths
- Diretto da: Norberto Barba
- Scritto da: Warren Leight (soggetto), Julie Martin (soggetto) e Diana Son (soggetto e sceneggiatura)

### Trama
Su una spiaggia cittadina viene rinvenuto il cadavere di un sub mediorientale e nella sua macchina fotografica vengono trovate immagini di condotte e fondamenta sottomarine, considerate obiettivi sensibili per un eventuale attentato terroristico. Tale ipotesi non convince Goren, che con la collega Eames scopre come la vittima fosse impegnata a cercare il relitto di un galeone settecentesco.
- Altri interpreti: Michael Cerveris (Greg Stipe), Kelli Giddish (Dana Stipe).
- Ascolti USA: telespettatori 3 586 000[8]

## Trappola
- Titolo originale: Courtship
- Diretto da: Jean de Segonzac
- Scritto da: Warren Leight e Julie Martin

### Trama
Logan e Falacci indagano sulla morte della moglie di un giudice della Corte Suprema, raggiunta nella cucina di casa da alcuni proiettili. La donna era una terapeuta che aveva in cura una coppia di VIP dall'identità segreta.
- Altri interpreti: Steve Guttenberg (Clay Darren, Sr).
- Ascolti USA: telespettatori 3 282 000[8]

## Una vita rubata
- Titolo originale: Self-Made
- Diretto da: Ken Girotti
- Scritto da: Warren Leight (soggetto) e Jerome Hairston (soggetto e sceneggiatura)

### Trama
Goren e Eames si occupano della morte di una giovane donna con la passione per la scrittura, torturata ed uccisa nel suo appartamento. Tracce di droga indirizzano le indagini verso il suo ragazzo, piccolo spacciatore della zona messosi nei guai con i suoi fornitori, ma il caso si concentra poi sul mondo letterario frequentato dalla vittima e sugli ambigui personaggi che lo frequentano.
- Altri interpreti: Peter Coyote (Lionel Shill), Barbara Walsh (Ariana Cypher).

## Bugie
- Titolo originale: Offense
- Diretto da: Tom DiCillo
- Scritto da: Julie Martin (soggetto) e Kate Rorick (soggetto e sceneggiatura)

### Trama
La principale testimone di un processo per stupro muore per una caduta dalle scale. Nella loro ricerca della verità Logan e Falacci devono affrontare il muro di omertà della squadra di football universitaria accusata della violenza e le reticenze dell'assistente procuratore che ha in mano il caso, che sta traendo notevole giovamento dall'esposizione mediatica in vista della sua rielezione.
- Ascolti USA: telespettatori 3 850 000[8]

## Inferno
- Titolo originale: Untethered
- Diretto da: Ken Girotti
- Scritto da: Warren Leight, Charlie Rubin e Diana Son

### Trama
Frank Goren torna a farsi vivo per chiedere al fratello Robert di aiutare suo figlio, rinchiuso in una struttura detentiva per malati mentali. Nonostante la prigione si trovi al di fuori della giurisdizione della Squadra Speciale, il detective riesce ad ottenere un colloquio con il nipote, di cui ignorava l'esistenza. Terrorizzato, il giovane racconta che gli abusi delle guardie hanno provocato la morte di un carcerato.
- Altri interpreti: Tony Goldwyn (Frank Goren), Debra Monk (Warden Pellis).
- Ascolti USA: telespettatori 4 578 000[8]

## I figli del barbiere
- Titolo originale: Senseless
- Diretto da: Jean de Segonzac
- Scritto da: Warren Leight (soggetto), Julie Martin (soggetto) e Siobhan Byrne O'Connor (soggetto e sceneggiatura)

### Trama
Logan e Falacci indagano sull'aggressione subita da tre universitari nel quartiere residenziale di Brownsville.
- Altri interpreti: Ben Vereen (Jeremiah Morris).
- Ascolti USA: telespettatori 4 335 000[8]

## Purgatorio
- Titolo originale: Purgatory
- Diretto da: Jesús Salvador Treviño
- Scritto da: Warren Leight (soggetto) e Siobhan Byrne O'Connor (soggetto e sceneggiatura)

### Trama
Durante il periodo di sospensione dal lavoro Goren viene avvicinato dall'ex collega Mike Stoat, che gli offre di lavorare con lui nell'ambito della sicurezza privata per i locali notturni. Nel frattempo Eames e il detective Daniels si occupano di un triplice omicidio a Red Hook, nel quale hanno perso la vita uno spacciatore e due turisti inglesi.
- Altri interpreti: Dean Winters (Mike Stoat).
- Ascolti USA: telespettatori 4 529 000[9]

## Lo sceneggiatore
- Titolo originale: Contract
- Diretto da: Jonathan Herron
- Scritto da: Warren Leight (soggetto) e Peter Blauner (soggetto e sceneggiatura)

### Trama
Un ordigno piazzato all'interno della sua automobile uccide il giornalista scandalistico T.K. Richmond mentre questi era impegnato a riscuotere del denaro da un anchorman televisivo, vittima dei suoi ricatti. Di nuovo in coppia, Logan e Wheeler scoprono che anche altre persone venivano costrette a versare molti soldi al cronista per non vedere svelati i loro segreti e che talvolta le estorsioni si trasformavano in rapporti di mutua collaborazione.
- Ascolti USA: telespettatori 3 355 000[10]
- Note: nell'episodio è presente un crossover, dato che il personaggio di Mary Shannon (interpretato da Mary McCormack) è la protagonista della serie televisiva In Plain Sight - Protezione testimoni.

## Affari di cuore
- Titolo originale: Betrayed
- Diretto da: Michael Smith
- Scritto da: Warren Leight (soggetto), Charlie Rubin (soggetto), Diana Son (sceneggiatura) e Marygrace O'Shea (sceneggiatura)

### Trama
Quando il marito ventenne scompare senza lasciare traccia, la non più giovane scrittrice Kathy Jarrow chiede aiuto all'amico di vecchia data Danny Ross. Goren e Eames scoprono in breve tempo che il ragazzo è scappato con la sua amante, ma qualcosa li spinge a non chiudere il caso e proseguire nelle indagini.
- Ascolti USA: telespettatori 4 690 000[11]

## Era scritto
- Titolo originale: Assassin
- Diretto da: Norberto Barba
- Scritto da: Warren Leight (soggetto), Julie Martin (soggetto e sceneggiatura) ed Eric Ellis Overmyer (sceneggiatura)

### Trama
Esiliata negli Stati Uniti dal nativo Sri Lanka - dove ha trascorso un periodo agli arresti domiciliari - la leader politica Bela Khan, esponente di una ricca e potente famiglia Tamil, sfugge ad un attentato nel quale perde la vita la sua assistente Rosemary. I riflessi troppo lenti di una guardia del corpo altamente addestrata attirano l'attenzione di Logan e Wheeler.
- Altri interpreti: Indira Varma (Bela Khan).
- Ascolti USA: telespettatori 4 049 000[12]

## In lista per morire
- Titolo originale: Please Note We Are No Longer Accepting Letters of Recommendation from Henry Kissinger
- Diretto da: Kevin Bray
- Scritto da: Warren Leight (soggetto) e Marygrace O'Shea (soggetto e sceneggiatura)

### Trama
Goren e Eames indagano sull'omicidio di Skip Lowe, analista finanziario assassinato una sera in un parco cittadino mentre stava portando a passeggio il figlioletto di pochi anni.
- Altri interpreti: Jessica Walter (Eleanor Reynolds).
- Ascolti USA: telespettatori 4 882 000[13]

## La lunga ombra delle bugie
- Titolo originale: Reunion
- Diretto da: Jean de Segonzac
- Scritto da: Warren Leight (soggetto) e Jacquelyn Reingold (soggetto e sceneggiatura)

### Trama
Logan e Wheeler si occupano dell'omicidio della presentatrice televisiva Sylvia Rhodes. Un paio di giorni prima della morte la donna aveva ospitato nel suo talk show musicale la rock star Jordie Black e nel corso della puntata era rimasta sconcertata nello scoprire come il proprio figlio Milo si fosse aggregato alla band dell'artista.
- Altri interpreti: Joan Jett (Sylvia Rhodes).
- Ascolti USA: telespettatori 4 899 000[14]

## Magia e morte
- Titolo originale: Vanishing Act
- Diretto da: Peter Werner
- Scritto da: Warren Leight (soggetto) e Jerome Hairston (soggetto e sceneggiatura)

### Trama
Durante il suo poco seguito spettacolo di magia l'ormai anziano mago Carmine trova il cadavere del suo ex pupillo Miles Stone all'interno di una cassa, trafitto dalle sue stesse spade nel corso di un numero di illusionismo. La vittima, prestigiatore di successo, era appena scomparso dalla bara in cui si era fatto seppellire un mese prima per uno spettacolo che aveva attirato l'attenzione di milioni di persone. Con entusiasmo Goren conduce la collega Eames nell'affascinante mondo della magia.
- Altri interpreti: Christopher Lloyd (Carmine).
- Ascolti USA: telespettatori 4 834 000[15]

## Come un padre
- Titolo originale: Ten Count
- Diretto da: Alex Chapple
- Scritto da: Warren Leight (soggetto) e Julie Martin (soggetto e sceneggiatura)

### Trama
Una sera, dopo un vittorioso incontro, il promettente pugile Gabriel Gardela viene accoltellato a morte nei pressi di un bar mentre stava cercando di difendere una donna dalle molestie di un uomo. Il fratello Peter chiede al suo mentore Mike Logan di occuparsi del caso.
- Altri interpreti: Miguel Ferrer (Gus Kovak).
- Ascolti USA: telespettatori 4 321 000[16]

## Amore virtuale
- Titolo originale: Legacy
- Diretto da: Betty Kaplan
- Scritto da: Warren Leight (soggetto), Kate Rorick (sceneggiatura) e Alan Kingsberg (soggetto e sceneggiatura)

### Trama
Goren e Eames si occupano del decesso di Paul Phillips, timido e introverso studente del prestigioso liceo Manor Hill, trovato impiccato negli scantinati dell'istituto. L'analisi della scena del crimine insinua diversi dubbi nell'ipotesi che si tratti di un suicidio, mentre l'autopsia evidenzia come il giovane sia stato vittima di un violento pestaggio un paio di giorni prima di morire.
- Altri interpreti: Jefferson Mays (Keifer Gates).
- Curiosità l'attore Jefferson Mays è in seguito diventato celebre all'interno del franchise interpretando il medico patologo dalla doppia vita di serial killer Carl Rudnick nella serie Law & Order - Unità Vittime Speciali.
- Ascolti USA: telespettatori 4 926 000[17]

## La banalità del male
- Titolo originale: Neighborhood Watch
- Diretto da: Kevin Bray
- Scritto da: Warren Leight (soggetto) ed Eric Ellis Overmyer (soggetto e sceneggiatura)

### Trama
Dalle acque del Maspeth Creek (Queens) viene ripescato un cadavere senza testa e con le dita bruciate. L'esame del DNA rivela che si tratta di Kyle Jones, un giovane con precedenti per violenza sessuale vittima di soprusi da parte della polizia e degli abitanti del suo quartiere. Logan e Wheeler scoprono che i cinque anni scontati in carcere dal ragazzo erano stati inflitti ingiustamente a causa della pervicace determinazione dell'ambiziosa assistente procuratore Terri Driver.
- Altri interpreti: Leslie Hope (Terri Driver).
- Ascolti USA: telespettatori 4 164 000[18]

## Estrema unzione
- Titolo originale: Last Rites
- Diretto da: Tom DiCillo
- Scritto da: Warren Leight (soggetto), Peter Blauner (soggetto), Marygrace O'Shea (sceneggiatura) e Siobhan Byrne O'Connor (sceneggiatura)

### Trama
Poco prima di morire un carcerato confessa a Padre Shea di aver commesso un triplice omicidio negli anni '90 nel quartiere di South Bronx. Il religioso, amico di vecchia data del defunto detective Briscoe, si rivolge quindi al suo ex collega Mike Logan, senza però rivelare l'identità dell'assassino per rispetto del segreto confessionale. Wheeler scopre che nel luglio del 1992 un operatore finanziario era stato ucciso all'interno della sua autovettura mentre sua moglie - incinta - era stata violentata e assassinata, il tutto davanti agli occhi della loro bambina di 18 mesi. Per questo crimine l'allora giovane procuratore Terri Driver aveva fatto finire in carcere un piccolo spacciatore, che non aveva mai smesso di dichiararsi innocente. Nel frattempo qualcuno tiene d'occhio Wheeler e il suo fidanzato Colin Ledger.
- Altri interpreti: Denis O'Hare (Padre Shea), Leslie Hope (Terri Driver).
- Ascolti USA: telespettatori 4 644 000[19]

## La cornice
- Titolo originale: Frame
- Diretto da: Norberto Barba
- Scritto da: Warren Leight (soggetto), Julie Martin (sceneggiatura) e Kate Rorick (sceneggiatura)

### Trama
Il giorno dopo il compleanno di sua madre Frances, Frank Goren viene trovato morto dopo essere precipitato dalla finestra del suo appartamento. Piccoli dettagli fanno capire a suo fratello Robert e alla collega Eames che Nicole Wallace è tornata in città.
- Altri interpreti: Olivia d'Abo (Nicole Wallace), Tony Goldwyn (Frank Goren), John Glover (dott. Declan Gage).
- Ascolti USA: telespettatori 5 200 000[20]